# نايجل هيث
نايجل هيث (بالإنجليزية: Nigel Heath)‏ مواليد 1 يوليو 1955، هو سائق راليات بريطاني. بدأ مسيرته في سنة 1993. كان أول رالي له هو رالي ويلز 1993. شارك في بطولة العالم للراليات.